# ونوس
ونوس، ایزدبانوی رومی است که مأموریت او شامل عشق، زیبایی، میل جنسی ، سکس، باروری، خوشبختی و پیروزی است. در اسطوره‌شناسی روم او به واسطه پسرش آئنیاس، که از سقوط تروآ جان سالم به در برده بود و به ایتالیا گریخته بود جد مردم روم محسوب می‌گردد. ژولیوس سزار، ونوس را جد خود می‌دانست. ونوس در مرکز بسیاری از جشن‌های رومی قرار داشت و در دین روم تحت عناوین دینی متعدد مورد احترام بود.
رومی‌ها اسطوره‌ها و شمایل نگاری همتای یونانی او، آفرودیت را برای هنر رومی و ادبیات لاتین تطبیق دادند. در سنت کلاسیک متاخر غرب، ونوس به عنوان تجسم عشق و تمایلات جنسی به یکی از پرمخاطب‌ترین خدایان اساطیر یونانی-رومی تبدیل شد. او معمولاً در نقاشی‌ها به صورت برهنه به تصویر کشیده می‌شود.

## ریشه‌شناسی
نام لاتین ونوس و اسم رایج ونوس (عشق، جذابیت) از یک شکل نیاایتالی بازسازی‌شده به‌عنوان *wenos- («میل») سرچشمه می‌گیرد، که خود آن از زبان نیاهندواروپایی ریشه می‌گیرد. *wenh₁-os ('میل؛ در زبان مساپی Venas، در زبان هندوآریایی vánas که به معنی 'میل و آرزو' می‌باشد).
مشتقات ونوس عبارتند از venustus (جذاب، دلربا)، venustās (دلربایی، برازندگی)، venerius (برگرفته از ونوس، اروتیک)، venerāre ("پرستیدن، احترام گذاشتن، احترام، ارج نهادن، عبادت") و venerātiō ('عشق‌ورزی'). ونوس همچنین با لاتین venia («لطف و مهربانی، اجازه») و vēnor («شکار») و با ریشه مشترک هندوآریایی *wenh1- («تلاش برای، آرزو برای، میل، عشق») هم‌خانواده است.